# Công ty TNHH MTV Thể thao Viettel
Công ty TNHH MTV Thể thao Viettel (tiếng Anh: Viettel Sports), hay Công ty Thể thao Viettel, trước đây mang tên là Trung tâm Thể thao Viettel (tiền thân là Trung tâm bóng đá Viettel) là một cơ sở đào tạo cầu thủ bóng đá, vận động viên chuyên nghiệp thuộc biên chế Quân đội tại Việt Nam. Công ty hiện tại chịu trách nhiệm đào tạo các cầu thủ bóng đá nam gồm các tuyến từ U-11 đến U-21, nhằm cung cấp lực lượng các cầu thủ bóng đá chuyên nghiệp trong tương lai cho đội tuyển Quốc gia Việt Nam và Câu lạc bộ Bóng đá Thể Công – Viettel.

## Sơ lược
Xem thêm Câu lạc bộ bóng đá Thể Công – Viettel.
Tiền thân của Công ty Thể thao Viettel được cho là tiếp tục truyền thống của các cấp Câu lạc bộ Bóng đá Thể Công – Viettel từ Trung tâm Thể dục thể thao Quân đội, Cục Quân huấn sau khi Thể Công được chuyển giao quản lý một phần cho Viettel vào năm 2005.
Sau khi chuyển giao cho Viettel, đoàn bộ cơ sở vật chất phục vụ cho công tác tập luyện, đào tạo sẽ do đơn vị này quản lý. Cùng với đó, các tuyến trẻ của Thể Công cũng sẽ thuộc sự quản lý của Viettel. Trung tâm bóng đá Viettel được thành lập và tiếp tục công tác huấn luyện, đào tạo cũng như tiếp nối truyền thống bóng đá Quân đội. Một trong số cầu thủ tiêu biểu trưởng thành từ lò Viettel giai đoạn đầu có thể kể tới tiền đạo Nguyễn Văn Quyết.
Ngày 22 tháng 9 năm 2009 (trước ngày kỷ niệm 55 năm thành lập Đoàn Thể Công) Bộ Quốc phòng đã ra quyết định thu hồi phiên hiệu Thể Công.
Tháng 11 năm 2009, sau khi Bộ Quốc phòng ký quyết định thu hồi tên Thể Công, Bộ đã giao đội bóng cho Tổng Công ty Viễn thông Quân đội (Viettel) quản lý và đổi tên đội thành Câu lạc bộ Bóng đá Viettel. Không lâu sau, Viettel đã chuyển giao lại đội hình 1 về Thanh Hóa, chỉ còn quản lý đội hình 2 thi đấu ở giải hạng Nhất Quốc gia 2010 dưới phiên hiệu CLB Bóng đá Viettel, đội bóng của Trung tâm bóng đá Viettel. Kết thúc mùa giải 2010, đến lượt đội hình 2 cũng được chuyển giao cho Tập đoàn T&T và đổi tên thành Câu lạc bộ Bóng đá Hà Nội (tiền thân của Câu lạc bộ Bóng đá Sài Gòn sau này).
Tuy nhiên, Viettel lại tỏ ra không quá mặn mà với việc tiếp nhận đội bóng. Sau khi đội hình 1 tại V-League được chuyển giao cho Thanh Hóa, đội đã đổi tên thành Câu lạc bộ Bóng đá chuyên nghiệp Viettel - Thanh Hóa, nhưng đã đổi lại tên thành Câu lạc bộ Bóng đá Lam Sơn Thanh Hóa chỉ một tháng sau đó. Viettel chính thức mất phiên hiệu tại V-League.
Đứng trước nguy cơ bị giải thể, quyền Giám đốc Trung tâm bóng đá Viettel lúc bấy giờ là ông Nguyễn Thanh Hải đã đề nghị các lãnh đạo Tập đoàn Viettel cho phép duy trì Trung tâm bóng đá Viettel và cam kết sẽ đem lại kết quả trong vòng 1 năm. Mùa bóng 2010, các đội bóng của Trung tâm đều lọt vào Vòng chung kết các giải trẻ. Trong đó, đội U-11 Viettel giành ngôi Á quân giải bóng đá Nhi đồng toàn quốc 2010.
Năm 2011, các lứa trẻ của Trung tâm bóng đá Viettel giành được 1 Huy chương vàng, 1 Huy chương bạc và 1 Huy chương đồng ở các giải trẻ, chính thức giành được quyền tồn tại. Đội U-13 Viettel cũng đại diện Việt Nam tham dự giải Júbilo Cup 2011 tại Nhật Bản nhờ thành tích Đương kim vô địch giải Nhi đồng toàn quốc 2011. Tại Júbilo Cup 2011, U-13 Viettel cán đích ở vị trí thứ 8 trên tổng 22 đội bóng tham dự, giành được 4 chiến thắng trước các đội Sagawa Shiga (2-1), Tucano B (3-2), Mechida (5-0) và Tucano A (1-0) và để thua 2 trận trước All Western Club (1-2) và Júbilo Numanu (2-4). 
Mùa bóng 2012, Trung tâm bóng đá Viettel đã có đội hình chính thức tham dự giải bóng đá Hạng Ba Quốc gia 2012 và giành được chức đồng vô địch để lên chơi tại giải hạng Nhì kể từ mùa bóng 2013. Đội U-13 Viettel cũng về đích với vị trí Á quân tại giải Thiếu niên toàn quốc 2012.
Năm 2013, đội U-13 Viettel và U-15 Viettel cùng giành danh hiệu Á quân tại lần lượt giải Thiếu niên toàn quốc và U-15 Quốc gia.
Ngày 26 tháng 10 năm 2014, Tổng Giám đốc Tập đoàn Viễn thông Quân đội ký quyết định số 2294/QĐ-VTQĐ-TCNL kiện toàn chức năng nhiệm vụ và đổi tên Trung tâm bóng đá Viettel thành Trung tâm Thể thao Viettel.
Năm 2014, các tuyến trẻ gồm U-13, U-15, U-17 và U-19 của Trung tâm Thể thao Viettel đồng loạt về đích với vị trí thứ 3 chung cuộc tại các giải đấu trẻ trong năm.
Năm 2015, U-13 Viettel có lần thứ hai giành ngôi vô địch giải Thiếu niên toàn quốc. Trong khi đó, đội U-15 cũng đồng thời có lần đầu nâng cao danh hiệu vô địch Quốc gia lứa tuổi 15. U-17 Viettel cũng lọt vào trận Chung kết U-17 Quốc gia 2015 nhưng đành ngậm ngùi về Nhì khi thất bại trên loạt luân lưu quyết định trước các cầu thủ trẻ PVF.
Tại giải hạng Nhì Quốc gia 2015, Viettel giành vị trí đồng hạng vô địch mùa bóng 2015 và cùng Xi măng Fico Tây Ninh thặng hạng thi đấu ở V.League 2 mùa bóng 2016. Năm 2015 cũng là năm thành công với các tuyến trẻ của Trung tâm khi U-13 Viettel có lần thứ hai giành ngôi vô địch giải Thiếu niên toàn quốc. Trong khi đó, đội U-15 cũng đồng thời có lần đầu nâng cao danh hiệu vô địch Quốc gia lứa tuổi 15. U-17 Viettel cũng lọt vào trận Chung kết U-17 Quốc gia 2015 nhưng đành ngậm ngùi về Nhì khi thất bại trên loạt luân lưu quyết định trước các cầu thủ U-17 PVF.
Mùa giải năm 2016, Viettel cán đích ở vị trí thứ Nhì V.League 2 - 2016 và giành quyền chơi trận play-off tranh suất thăng hạng. Tuy nhiên, đội đã để thua Long An với tỷ số 0-1 ở những phút bù giờ và chấm dứt giấc mơ thăng hạng. Cùng năm, bóng đá trẻ Quân đội tiếp tục khởi sắc với danh hiệu vô địch thứ 3 của U-13 Viettel, cùng với đó là Huy chương Đồng của U-17 Viettel và Huy chương Bạc của U-19 Viettel.
Năm 2017 không thực sự thành công với công tác đào tạo trẻ của Viettel khi các đội U-13, U-15, U-17 và U-21 liên tục để thua tại Chung kết và giành vị trí Á quân. U-19 Viettel cũng giành được Huy chương Đồng tại giải U-19 Quốc gia 2017.
Tới giải hạng Nhất Quốc gia 2018, Viettel đã chơi xuất sắc và giành chức vô địch, đội chính thức quay trở lại với giải đấu hạng cao nhất tại Việt Nam. U-17 Viettel cũng đánh dấu danh hiệu vô địch Quốc gia đầu tiên sau chiến thắng 3-1 trước U-17 Sông Lam Nghệ An tại trận Chung kết. U-15 Viettel giành danh hiệu Á quân còn U-19 và U-21 Viettel đều về đích với vị trí thứ 3 tại giải đấu cùng năm.
Mùa giải 2019, Trung tâm Thể thao Viettel ghi nhận duy nhất một danh hiệu hạng ba U-17 Quốc gia từ U-17 Viettel.
Tại V.League 1, các Hậu duệ Thể Công chỉ mất 2 mùa giải để đem về chức vô địch Quốc gia thứ 6 (thứ 19 trên tổng danh hiệu) vào năm 2020, giúp Viettel trở thành một trong hai đội bóng giàu thành tích nhất tại Việt Nam (cho tới năm 2022, CLB Hà Nội đã san bằng thành tích 6 lần vô địch Quốc gia của Viettel).
Sau khi Bộ Quốc phòng đồng ý với đề xuất đổi tên câu lạc bộ Viettel thành Thể Công - Viettel, ngày 21 tháng 11 năm 2023, quyết định đổi tên đội bóng đã được lãnh đạo Bộ Quốc phòng cùng Tập đoàn Công nghiệp – Viễn thông Quân đội (Viettel) công bố chính thức tại trụ sở của Tập đoàn Viettel ở Hà Nội. Ngoài đội 1, toàn bộ các đội trẻ (từ U-11 tới U-21) của đội cũng sẽ mang tên gọi chính thức là Thể Công - Viettel. Cùng ngày, Chủ tịch kiêm Tổng Giám đốc Tập đoàn, Đại tá Tào Đức Thắng cũng đồng thời chuyển đổi mô hình hoạt động của Trung tâm Thể thao Viettel thành Công ty TNHH MTV Thể thao Viettel nhằm đẩy mạnh kinh doanh, thay đổi về cả lượng và chất cho đội ngũ vận hành bộ máy, nâng tầm CLB Thể Công – Viettel trong giai đoạn mới.

## Thành tích (các giải trẻ)
- Giải bóng đá Nhi đồng (U-11) toàn quốc Việt Nam`
 Á quân: 2010.

#### - Giải bóng đá Thiếu niên (U-13) toàn quốc Việt Nam
3 lần vô địch: 2011, 2015, 2016.
 3 lần Á quân: 2012, 2013, 2017.
 Hạng ba: 2014.

#### - Giải bóng đá U-15 Quốc gia Việt Nam
Vô địch: 2015.
 4 lần Á quân: 2002, 2013, 2017, 2018.
 2 lần hạng ba: 2014, 2019, 2023.

#### - Giải bóng đá U-17 Quốc gia Việt Nam
2 lần vô địch: 2018, 2023.
 2 lần Á quân: 2015, 2017.
 5 lần hạng ba: 2005, 2011, 2014, 2016, 2019.

#### - Giải bóng đá U-19 Quốc gia Việt Nam
3 lần vô địch: 1998, 2002, 2009.
 4 lần Á quân: 1997, 2016, 2022, 2024.
 3 lần hạng ba: 2014, 2017, 2018.

#### - Giải bóng đá U-21 Quốc gia Việt Nam
4 lần vô địch: 1997, 1998, 1999, 2020.
 Á quân: 2017.
 3 lần hạng ba: 2005, 2018, 2022.